# 南谷圭哉
南谷 圭哉（みなみたに けいや、1986年9月8日 - ）は、地方競馬の佐賀競馬場大垣敏夫厩舎に所属していた元騎手である。勝負服の柄は白、胴紫星散らし、袖赤一本輪。佐賀県出身、血液型O型。地方競馬教養センター騎手課程第79期生。

## 来歴
2004年3月31日付けで山田勇厩舎所属で地方競馬騎手免許を取得。同年5月2日第2回佐賀競馬1日目第2競走C2条件戦カーネギースタイルで初騎乗（8頭立て5番人気7着）。同年7月10日第5回佐賀競馬5日目第1競走C2条件戦をセイクリットティアで優勝（8頭立て5番人気）し、初勝利。
2006年3月20日第20回全日本新人王争覇戦出場（12人中11位）。
2008年地方競馬通算100勝達成。
2012年11月23日デュナメスで九州大賞典を勝利し、重賞初制覇。
2016年5月2日大垣敏夫厩舎へ所属変更した。
2019年11月30日をもって騎手を引退した。
地方通算成績は4929戦372勝・2着500回・3着489回・勝率7.5%・連対率17.7%

## 主な騎乗馬
- デュナメス（2012年九州大賞典、2013年中島記念、はがくれ大賞典、由布岳賞、雷山賞）